# Шкода Скала
„Шкода Скала“ (Škoda Scala) е модел средни автомобили (сегмент C) на чешкия производител „Шкода Ауто“, произвеждан от 2018 година в Млада Болеслав.
Моделът замества предходния „Шкода Рапид“ и се предлага като хечбек с 5 врати.